# Sun Yiwen
Sun Yiwen (孙一文S, Sūn YīwénP; 17 giugno 1992) è una schermitrice cinese, specializzata nella spada, campionessa olimpica individuale di specialità ai Giochi olimpici di Tokyo 2020 e medaglia di bronzo a Rio de Janeiro 2016.

## Palmarès

### Giochi olimpici
Individuale
 Bronzo a Rio de Janeiro 2016
 Oro a Tokyo 2020
A squadre
 Argento a Rio de Janeiro 2016

### Mondiali di scherma
Individuale
 Bronzo a Milano 2023
A squadre
 Oro a Mosca 2015
 Argento a Lipsia 2017
 Bronzo a Wuxi 2018
 Oro a Budapest 2019